# Lippia
Genre
Classification APG III (2009)
Synonymes
- Goniostachyum (Schauer) Small
- Lippia sect. Goniostachyum Schauer
- Zapania Lam.[1]

Lippia est un genre de plantes à fleurs de la famille des verveines (Verbenaceae). Il a été nommé d'après Augustin Lippi, (1678 - 1701), un naturaliste et botaniste français, tué en Abyssinie. Le genre comprend environ 200 espèces tropicales d'arbustes répartis partout dans le monde. Ces plantes sont parfumées en raison de leur teneur en huiles essentielles, dont la composition varie selon les espèces, pouvant comprendre de l'estragol, du carvacrol, du linalol, ou du limonène. Les feuilles de certaines espèces, comme les Lippia graveolens, peuvent être utilisées comme condiment de façon similaire à l'origan.

## Sélection d'espèces
- Lippia adoensis (Hochst. ex Walp.) – Koseret (Éthiopie)
- Lippia alba (Mill.) N. E. Br. ex Britton & P. Wilson – Mélisse de calme[3], Bushy Lippia, White Lippia (Texas, Mexique, Caraïbes, Amérique Centrale et Amérique du Sud)
- Lippia carterae (Moldenke) G. L. Nesom – Licorice Verbena (Basse-Californie, Mexique)
- Lippia durangensis Moldenke
- Lippia graveolens Kunth – Mexican Oregano, Scented Lippia, Scented Matgrass (Sud-Ouest des États-Unis, Mexique, Amérique Centrale et Amérique du Sud jusqu'au Nicaragua)
- Lippia javanica (Burm.f.) Spreng.
- Lippia kituiensis Vatke
- Lippia micromera Schauer – Spanish Thyme (Amérique Centrale, Caraïbes et nord de l'Amérique du Sud)
- Lippia multiflora Moldenke – Bulukutu (République démocratique du Congo et République du Congo)
- Lippia myriocephala Schltdl. Et Cham.
- Lippia palmeri S. Watson
- Lippia pretoriensis H. Pearson
- Lippia rehmannii H. Pearson
- Lippia salicifolia Andersson (Équateur)
- Lippia scaberrima Sond.
- Lippia sidoides Cham.[4],[5]
- Lippia thymoides Mart. & Schauer – Thym-pays (Guyane)[3]

### Anciennement incluses dans le genreLippia
- Aloysia citrodora Palau ( L. citrodora Kunth ou L. triphylla (L'Hér.) Kuntze)
- Aloysia lycioides Cham. ( L. lycioides (Cham.) Steud.)
- Aloysia scorodonioides (Kunth) Cham. ( L. scorodonioides Kunth ou L. wrightii A. Gray ex Torr.)
- Lantana montevidensis (Spreng.) Briq. ( L. montevidensis Spreng.)
- Lantana ukambensis (Vatke) Verdc. ( L. ukambensis Vatke)
- Mulguraea ligustrina (Gal.) N. O'Leary & P. Peralta ( L. ligustrina (Gal.) Britton)
- Phyla canescens (Kunth) Greene ( L. canescens Kunth ou filiformis L. Schrad.)
- Phyla cuneifolia (Torr.) Greene ( L. cuneifolia (Torr.) Steud.)
- Phyla dulcis (Trevir.) Moldenke ( L. dulcis Trevir.)
- Phyla lanceolata (Michx.) Greene  ( L. lanceolata Michx.)
- Phyla nodiflora (L.), Greene ( L. nodiflora (L.) Michx. ou L. repens Spreng.)
- Phyla stoechadifolia (L.) Small ( L. stoechadifolia (L.) Kunth)